# Jon Almaas
Jon Almaas, född 29 augusti 1967 i Stabekk, är en norsk programledare och författare.

## Biografi
Almaas är mest känd från underhållningsprogrammet Nytt på nytt på NRK1, som han har lett sedan starten 1999. Han har också en gång lett utdelningen av Spellemannprisen.
Han har en amerikansk kandidatexamen i internationell handel från 1992.